# استان اپیروس
اپیروس (به یونانی: Περιφέρεια Ηπείρου) استانی در شمال غربی یونان است. این استان از شرق به استان‌های مقدونیه غربی و تسالی، از جنوب به یونان غربی، از غرب به دریای یونان و جزایر ایونی و از شمال به آلبانی محدود است.
این استان مساحتی در حدود ۹٬۲۰۰ کیلومتر مربع (۳٬۵۵۱ مایل مربع) دارد. استان اپیروس قسمتی از منطقهٔ تاریخی وسیع‌تر اپیروس است که با آلبانی و یونان امروزی هم‌پوشانی دارد ولی غالباً در قلمرو یونان امروزی قرار گرفته‌است و همان مناطقی را تحت پوشش قرار می‌دهد که منطقهٔ یونانی اپیروس، قبل از اصلاحات مدیریتی ۱۹۸۷ پوشش می‌داد.